# ラッシュライフ
『ラッシュライフ』（a life）は伊坂幸太郎による日本の小説で、2002年7月30日に新潮ミステリー倶楽部、2005年5月1日に新潮文庫で発行された。伊坂幸太郎が注目されるきっかけとなる作品である。
2009年6月13日に映画化された。

## あらすじ
若い女性画家。泥棒を生業とする男。父親を自殺で失い神に憧れる青年。不倫相手との再婚を企むカウンセラー。職を失い途方に暮れる男。いくつものストーリーが絡み合い、物語は意外な展開を迎えてゆく。

## 主な登場人物
戸田
裕福な画商。拝金主義で絵画を株の一種のようにしか思っていない。
志奈子
新進の女性画家。戸田に引き抜かれ付き人として契約している。
黒澤
泥棒。仕事には独特の美学を持つ。『重力ピエロ』『フィッシュストーリー』にも登場。
高橋
新興宗教団体の教祖。未来のことが分かる。
河原崎
高橋の宗教団体の信者。父親を自殺で亡くした。
塚本
高橋の宗教団体の幹部。河原崎に「神の解体」を手伝わせる。
京子
カウンセラー。青山と不倫関係にある。
青山
サッカー選手。京子と不倫関係にある。
豊田
職を失い、家族にも見捨てられた中年男性。
佐々岡
元画商。戸田から独立しようとしたが画家を皆引き抜かれ仕事を失う。
また、名前は明示されていないが『オーデュボンの祈り』の伊藤と思われる人物が登場し、未来を予知する案山子について語っている。

## 映画
東京芸術大学の映像研究科生たちが映像化。2009年6月13日公開。

### キャスト
- 黒澤：堺雅人
- 京子：寺島しのぶ
- 河原崎：柄本佑
- 豊田：板尾創路
- 戸田：団時朗
- ソナ：MINJI
- 高橋：塩谷瞬（特別出演）
- 筒井真理子
- 青山：深水元基
- 佐々岡：永井努
- 塚本：竹嶋康成
- 近藤良平
- 河原崎の父：塩見三省
- 青山の妻：佐藤江梨子（特別出演）

### スタッフ
- 監督：真利子哲也、遠山智子、野原位、西野真伊
- 製作：五十嵐真志、原尭志、宮武令衣、渡邉麻子
- 原作：伊坂幸太郎「ラッシュライフ」（新潮社刊）
- 脚本：黒田泰子、大川 慶、澤井香織、福岡恵里
- 音楽：origami PRODUCTIONS
- 撮影：八尋宗一朗、青木 穣、後閑健太、松崎健夫
- 編集：徳田津奈子、平田竜馬、大川景子、木村恵子
- 照明：八尋宗一朗、青木 穣、高橋 拓、後閑健太
- 録音：小西真之、上條慎太郎、松浦大樹、金地宏晃
- 美術：瀬川烈、小山宏志
- 配給：東京芸術大学
- 製作：「ラッシュライフ」製作委員会（東京芸術大学、衛星劇場、アミューズソフトエンタテインメント、IMAGICA、電通キャスティング アンド エンタテインメント）